# Kalkmalerier i danske kirker
I en del danske kirker er der velbevarede kalkmalerier. De overlevede reformationen, hvor kalkmalerier i andre nordeuropæiske lande blev ødelagt under billedstormen. Men med tiden blev de uinteressante og kalket over: i middelalderen med nye kalkmalerier og i slutningen af 1700-tallet og begyndelsen af 1800-tallet med hvid kalk, fordi moden dikterede hvide kirkerum. I slutningen af 1800-tallet opstod fornyet interesse for kalkmalerierne, og flere blev fremdraget ved at fjerne de overliggende kalklag. Malerierne viser typisk scener fra Bibelen.
Kalkmalerier blev skabt i Danmark mellem 1100 og 1600. De findes i dag næsten udelukkende i vores kirker, fordi de verdslige bygninger er borte eller ganske forvandlet. Kalkmaleriernes samliv med bygningerne giver dem en århundredlang lokalhistorisk forankring og forklarer en forskel på motiver og maletidspunkter i Øst- og Vestdanmark. De tidligste romanske malerier fra 1100-tallet til midt i 1200-tallet er ofte malet al fresco, dvs. på det våde puds. De har ofte blå baggrund, hvilket var meget kostbart, da pigmentet er pulveriseret lapis lazuli. De senere gotiske er påført den hvide kalk med et bindemiddel. Bagrunden er hvid, med eller uden møsnter.
I dag kendes kun få af de kunstnere, der står bag kalkmalerierne. Nogle er blot identificeret som den samme person eller værksted, hvis stil går igen i flere kirker som Elmelundemesteren, Brarupmesteren og Unionsmesteren, og endnu sjældnere kender man kunstnerens navn, som det er tilfældet med Morten Maler.
Mange kirker blev udsmykket med kalkmalerier, gerne både i kor og skib. Da kirkerne i senmiddelalderen blev udvidet og forsynet med hvælvinger, fik de nye udsmykninger. Der findes enkelte kirker, hvor en helhedsudsmykning endnu er bevaret.
Kalkmalerne omtaler deres udsmykning af hele kirken som ét billede og ikke som en række delmotiver. Hovedparten af de kalkmalede udsmykninger blev bekostet af verdslige og rummer mange ikke-religiøse motiver, men er knyttet til kirkelivet gennem århundreder.
Motivvalget skiftede gennem tiden.
Omkring år 1700 gik kalkmalerier af mode, og de eksisterende blev kalket over. Midt i 1700-tallet var stort set alle væk. Den romantiske interesse for fortiden i 1800-tallet betød, at de blev afdækket igen.

## Eksempler på kalkmalere
- Brarupmesteren
- Elmelundemesteren
- Isefjordsværkstedet
- Morten Maler
- Træskomaleren
- Unionsmesteren